# Кузьменков Юрій Олександрович
Кузьменков Юрій Олександрович  (16 лютого 1941 — 11 вересня 2011) — радянський і російський актор театру і кіно. Заслужений артист РРФСР (1980).

## Життєпис
В 1964 році закінчив Театральну студію при Театрі імені Моссовєта (керівник — Ю.О. Завадський), з цього ж року — в трупі театру.
Дебютував в кінематографі ще будучи студентом епізодичною роллю в картині «Ім'ям революції» (1963).
Популярність акторові принесли ролі в комедійніх фільмах режисера Олексія Коренєва: «Вас викликає Таймир» (1970), «Велика перерва» (1972—1973), «Три дні в Москві» (1974), «За сімейними обставинами» (1977) та ін. 
Зіграв близько дев'яноста ролей у фільмах, телевиставах та серіалах. 
Знімався в українських кінострічках: «Дні льотні» (1965), «Довіра» (1972), «Рейс перший, рейс останній» (1974), «Якщо можеш, прости...» (1984), «Стрибок» (1985, міліціонер), «Заручниця» (1990), «Зачароване кохання» (2008, т/с), «Втеча з „Нового життя“» (2009) та ін.
Пішов з життя вранці 11 вересня 2011 року на підмосковній дачі від серцевого нападу. Похований 14 вересня на сільському кладовищі в селі Жабкине Ленінського району Московської області.

## Театральні ролі
Грав в спектаклях:
- «Шторм» (Матрос Віленчук)
- «Василь Тьоркін» (Тьоркін)
- «День приїзду - день від'їзду» (Константинов)
- «Перевищення влади» (Єгоров)
- «Кімната» (Дергачов)
- «Ванєчка» (Ваня Каретников)
- «Можливі варіанти» (Тип з Мневніков)
- «Піч на колесі» (Василь)
- «Кульгавий Орфей»
- «Біла гвардія» (Камер-лакей)
- «Коханням не жартують» (Барон)
- «Фома Опискин» (Ежевікін)
- «Матінка Кураж та її діти» (Фельдфебель)
- «Фатальна помилка» (Сухопаров)
- «Пристрасті по Митрофану (Наталка)» (Скотінін)
- «Сірано де Бержерак» (Рагно)
- «Чоловіки у вихідні» (Зюзюкін, Колиманов)
- «Вишневий сад» (Симеонов-Пищик)
- «Кавалери» (Ломбарди)
- «Царство батька і сина» (Нагой)

## Фільмографія
- «Наш дім» (1965, пасажир автобуса)
- «Пастка» (1965, к/м, Клімченко)
- «Дні льотні» (1965, Андрій; к/ст ім. О. Довженка)
- «День приїзду — день від'їзду» (1966, к/м, Андрій)
- «Журналіст» (1967, Кузьменков, конферансьє; реж. Сергій Герасимов)
- «Служили два товариші» (1968, боєць; реж. Євген Карелов)
- «Орлята Чапая» (1969, Костров)
- «Біля озера» (1969, пасажир поїзда; реж. Сергій Герасимов)
- «Родом звідси» (1969, Степан Жихар)
- «Дві сестри» (1970, Кузя)
- «Вас викликає Таймир» (1970, Дюжіков (в титрах зазначений як Кузьменко); реж. Олексій Коренєв)
- «Хвилина мовчання» (1971, старшина Костянтин Бокарьов)
- «Любити людину» (1972, Струмілін; реж. Сергій Герасимов)
- «Довіра» (1972, Андрій Тімонін; к/ст ім. О. Довженка)
- «Бій після перемоги» (1972, майор Лапін)
- «Велика перерва» (1972—1973, т/ф, Ваня Федоскін, староста класу; реж. Олексій Коренєв)
- «Високе звання» (фільм 1. Я — Шаповалов Т. П.) (1973, замполіт; реж. Євген Карелов)
- «Три дні в Москві» (1974, льотчик-космонавт Юрій Іволгін; реж. Олексій Коренєв)
- «Тому що люблю» (1974, старший лейтенант Анатолій Жук)
- «Осінь» (1974, міліціонер; реж. Андрій Смирнов)
- «Кожен день життя» (1974, Гриша)
- «Головний день» (1974, Борис Поздняков)
- «В очікуванні дива» (1975, лейтенант міліції Олександр Назаров)
- «Хлопчик зі шпагою» (1975, капітан міліції Георгій Матвійович)
- «Неповнолітні» (1976, батько Альки)
- «Два капітани» (1976, Петро Сковородников; реж. Євген Карелов)
- «„Сто грам“ для хоробрості...» (1976, алкоголік Вася)
- «Легко бути добрим» (1976, Дикушин)
- «Вогняне дитинство» (1976, комісар Саббутін)
- «Сибір» (1976, т/ф, Тимофій Чернов)
- «Додумався, вітаю!» (1976, моряк-попутник в поїзді)
- «За сімейними обставинами» (1977, Мітюхін, водопровідник; реж. Олексій Коренєв)
- «Ліс, в який ти ніколи не увійдеш» (1978, лісничий Юрій)
- «Чесний, розумний, неодружений...» (1981, дільничний; реж. Олексій Коренєв)
- «Любов моя вічна» (1981, Іван Русов)
- «Батьків не вибирають» (1982, Володимир, батько Льоші)
- «Інспектор ДАІ» (1982, Слава, чоловік сестри Зикіна; реж. Ельдор Уразбаєв)
- «Якщо можеш, прости...» (1984, Федір; реж. Олександр Ітигілов, к/ст ім. О. Довженка)
- «Перемога» (1984, Гвоздков; СРСР—НДРреж. Євген Матвєєв)
- «Стрибок» (1985, міліціонер; реж. М. Малецький, к/ст ім. О. Довженка)
- «Чоловічі портрети» (1987, Парфьонов)
- «Заручниця» (1990, інструктор з водіння Микола Прокопович; реж. Сергій Ашкеназі, Одеська кіностудія, Держкіно СРСР)
- «Плащаниця Олександра Невського» (1991, міліціонер Степан Гаврилович)
- «Поки грім не вдарить» (1991, Зав'ялов)
- «Яр» (1991)
- «Ширлі-мирлі» (1995, мужик з козою; реж. В. Меньшов)
- «Д.Д.Д. Досьє детектива Дубровського» (1999, т/с, бамовец)
- «Таємниці палацових переворотів. Фільм 1. Заповіт імператора» (2000, Олексій Макаров)
- «На розі, біля Патріарших-2» (2001, т/с, Леонід Архипович Мартинов, злодій по кличці «Хрест»)
- «Неможливі зелені очі» (2001, сторож Матвеич)
- «Спас під березами» (2003, т/с, Матвій Ілліч, батько)
- «Антикілер 2: Антитерор» (2003, капітан; реж. Єгор Кончаловський)
- «На розі, біля Патріарших-4» (2004, т/с, Леонід Архипович Мартинов, злодій по кличці «Хрест»)
- «Брежнєв» (2005, т/с, Микола Вікторович Підгорний)
- «Забійна сила 6» (7 фільм «Вигідний наречений») (2005, т/с, Соколов)
- «Плата за любов» (2005, т/с, батько)
- «Щастя ти моє» (2005, Микита, камердинер князя Печерського)
- «Громови» (2006, т/с)
- «Троє зверху» (2006, т/с)
- «Сніговий ангел» (2007, епізод)
- «Мальтійський хрест» (2008, Снить)
- «Зачароване кохання» (2008, т/с, пастух)
- «Солдати 16» («Дембель неминучий») (2009, т/с, Устінич)
- «Втеча з „Нового життя“» (2009, господар клініки)
- «Небо у вогні» (2010, т/с, дід Макар Степанович, командир партизанського загону; Росія—Україна)
- «Бомбила» (2011, Микола Кузьмич)
- «БАгІ» (2011, Лунін)
- «Салямі» (2011, т/с, Петро Чернишов) та ін.